# Rudi Richter (Architekt)
Rudi Richter (* 24. Januar 1906; † 10. August 1986 in Bremen) war ein deutscher Architekt.

## Biografie
Richter studierte in den 1920er Jahren an einer Technischen Hochschule. Er wirkte in den 1950er bis 1970er Jahren als Architekt in Bremen in verschiedenen Bürogemeinschaften wie Richter und Willi Kläner oder seit 1972 Turk, Richter und Kläner sowie Turk, Richter und Borchers. Spezialisiert war er auf Sozialbauten wie Altenwohnheime, Altenzentren und Kindergärten sowie Krankenhäuser. Von 1956 bis 1965 wirkte er mit beim Wiederaufbau des Stephaniviertels.

Zunächst konservativ entwarf er aber nach 1950 im Stil der zeitgemäßen Moderne. Das stadtteilprägende elfgeschossige Finke-Hochhaus von 1956 ist das bekannteste Werk von ihm. Er war in den 1960er Jahren der „Hausarchitekt“ des Roten-Kreuz-Krankenhauses in Bremen. Das Landesamt für Denkmalpflege Bremen befand: „Zudem leistete das Büro Richter & Kläner einen wichtigen Beitrag im Schulbau der Nachkriegszeit.“

Ab 1972 plante er in dem Architektenbüro, zusammen mit dem deutlich jüngeren und dominierenden Wilfried Turk.

Richter war Mitglied im Bund Deutscher Architekten (BDA).

## Werke

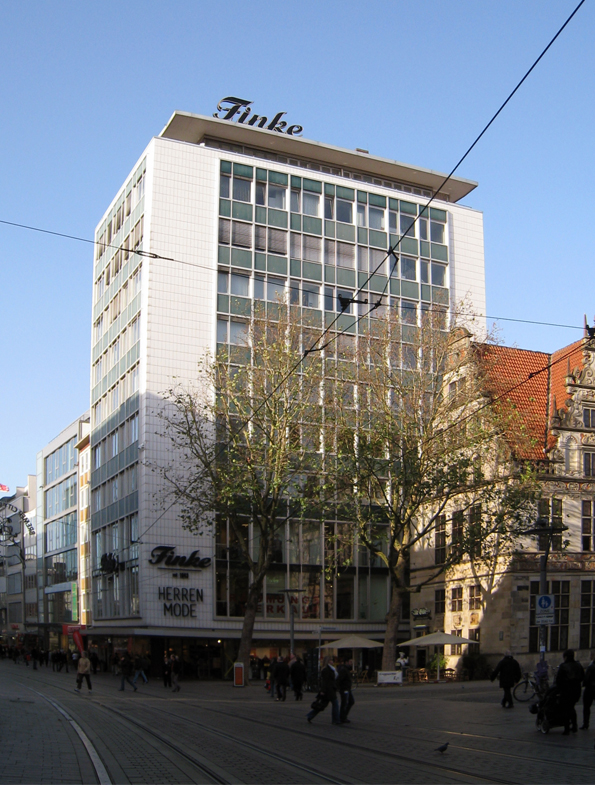
Finke-Hochhaus

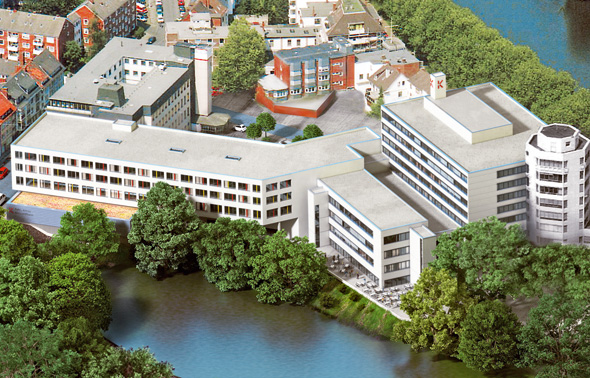
Rotes-Kreuz-Krankenhaus Bremen

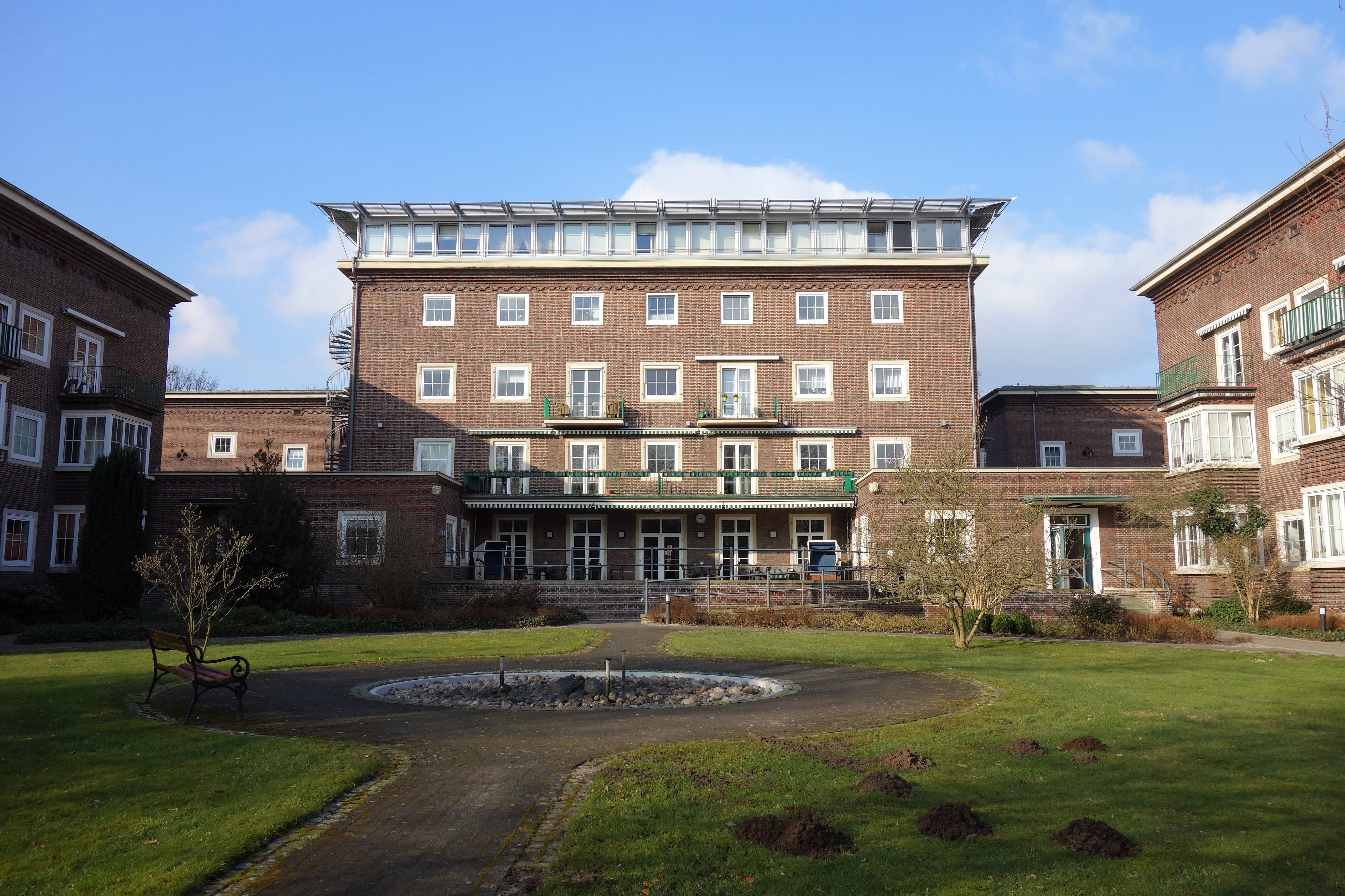
Landhaus Horn

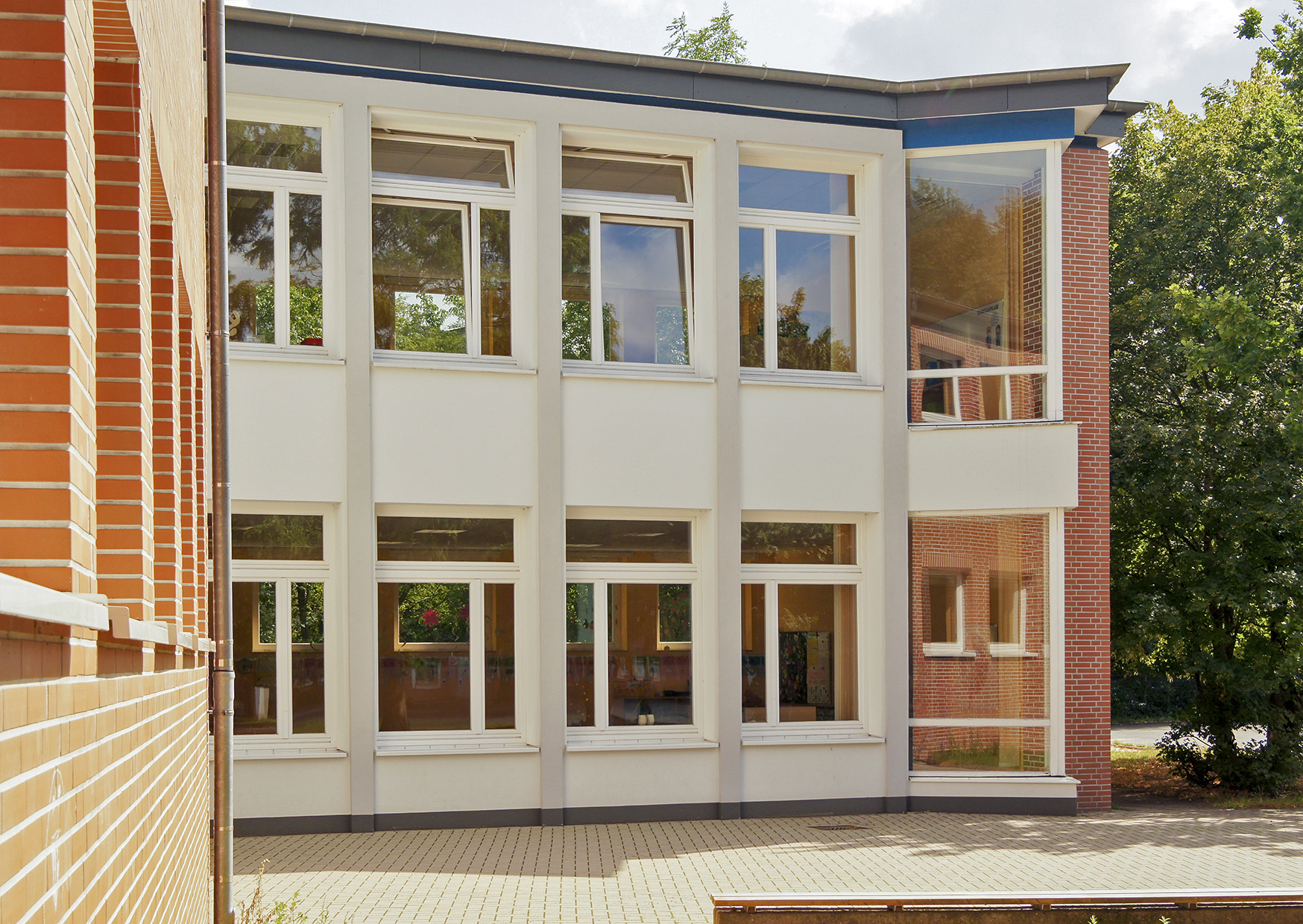
Schule an der Landskronastraße

Werke alle in Bremen und in Partnerschaft mit den o. a. Architekten:
- 1952: Schwesternschülerinnenheim beim Roten-Kreuz-Krankenhaus in der Neustadt
- 1954: Seemannshein in Bremen-Mitte
- 1955: Schuhhaus des Westens, Wartburgstraße in Walle
- 1956: Finke-Hochhaus, Hutfilterstraße 3 in der Altstadt
- 1957: Altenwohnheim und Tagesstätte, Bürgermeister-Hildebrand-Straße, Utbremen
- 1958: Schule Gottfried-Menken-Straße in der Neustadt
- 1959: Altenwohnheim hinter dem Landhaus Horn in Horn-Lehe
- 1961: Mutterhaus und Wohnheim Diakonissenkrankenhaus in Gröpelingen
- 1963: Erziehungsheim Ellener Hof in Osterholz
- 1964: Schule an der Landskronastraße in Burglesum, Ortsteil Burgdamm; heute denkmalgeschützt
- Männerwohnheim der Inneren Mission, Kirchweg in der Neustadt
- 1964: Altenpflegeheim Blumenkamp in Burglesum-St.-Magnus
- 1964: Großturnhalle an der Gottfried-Menken-Straße in der Neustadt
- 1965: Schule Graubündener Straße in Osterholz
- 1960er Jahre: Vier Pavillon-Schulen in Marßeler Feld (1964), Huchting, Osterholz und Blockdiek
- 1966: Sonderschule in Lesum
- 1967: Rotes-Kreuz-Krankenhaus in der Neustadt[2]
- 1968: Altenheim für Schwestern vom Rote-Kreuz-Krankenhaus in der Neustadt
- 1970: Altenwohnheim Kirchweg in der Neustadt
- 1973: Bettenhaus für das Rote-Kreuz-Krankenhaus in der Neustadt
- 1974: Altenzentrum Horn in Horn-Lehe
- 197?: Altenwohnheim Haferkamp in Utbremen
- 197?: Altenwohnheim Marcusallee 39 in Horn-Lehe, Erweiterungsbauten
- 197?: Altenwohnheim St. Ilsabeenstift in St. Magnus, Erweiterungsbauten
- 1977: Altenzentrum Ichon-Park in Oberneuland, Oberneulander Landstraße
- 1976/82: St.-Remberti-Stift, Ergänzungsbauten, Sanierungen